# Matt Dillahunty
Matt Dillahunty (n. 31 martie 1969, Kansas City, Missouri, SUA) este un Public Speaker American și o personalitate pe internet și a fost președintele Comunității de Atei din Austin din 2006 până în 2013. El a fost și încă este una (și cel mai cunoscut) dintre gazde al show-ului cu acces public The Ahteist Experience. A găzduit show-ul din 2005 și este fosta gazdă a postului de radio Non-Prophets Radio. De asemenea, el este fondatorul și colaborator al enciclopediei contra-apologetică Iron Chariots și a filialelor site-ului.
El este în mod regulat ocupat cu dezbateri și călătorește prin Statele Unite vorbind cu organizații seculare și grupuri universitare ca parte a biroului interlocutorilor al Alianței Studenților Seculari. Alături de alți activiști precum Seth Andrews și Aron Ra, în 2015 a călătorit până în Austin ca membru al turului Unholy Trimity Tour. În aprilie 2015 a fost invitat să vorbească la Merseyside Skeptics Society QEDCon în Regatul Unit.